# 1581 en arts plastiques
| Années des arts plastiques : 1578 - 1579 - 1580 - 1581 - 1582 - 1583 - 1584    |
| Décennies des arts plastiques : 1550 - 1560 - 1570 - 1580 - 1590 - 1600 - 1610 |

Cette page concerne l'année 1581 en arts plastiques.

## Événements

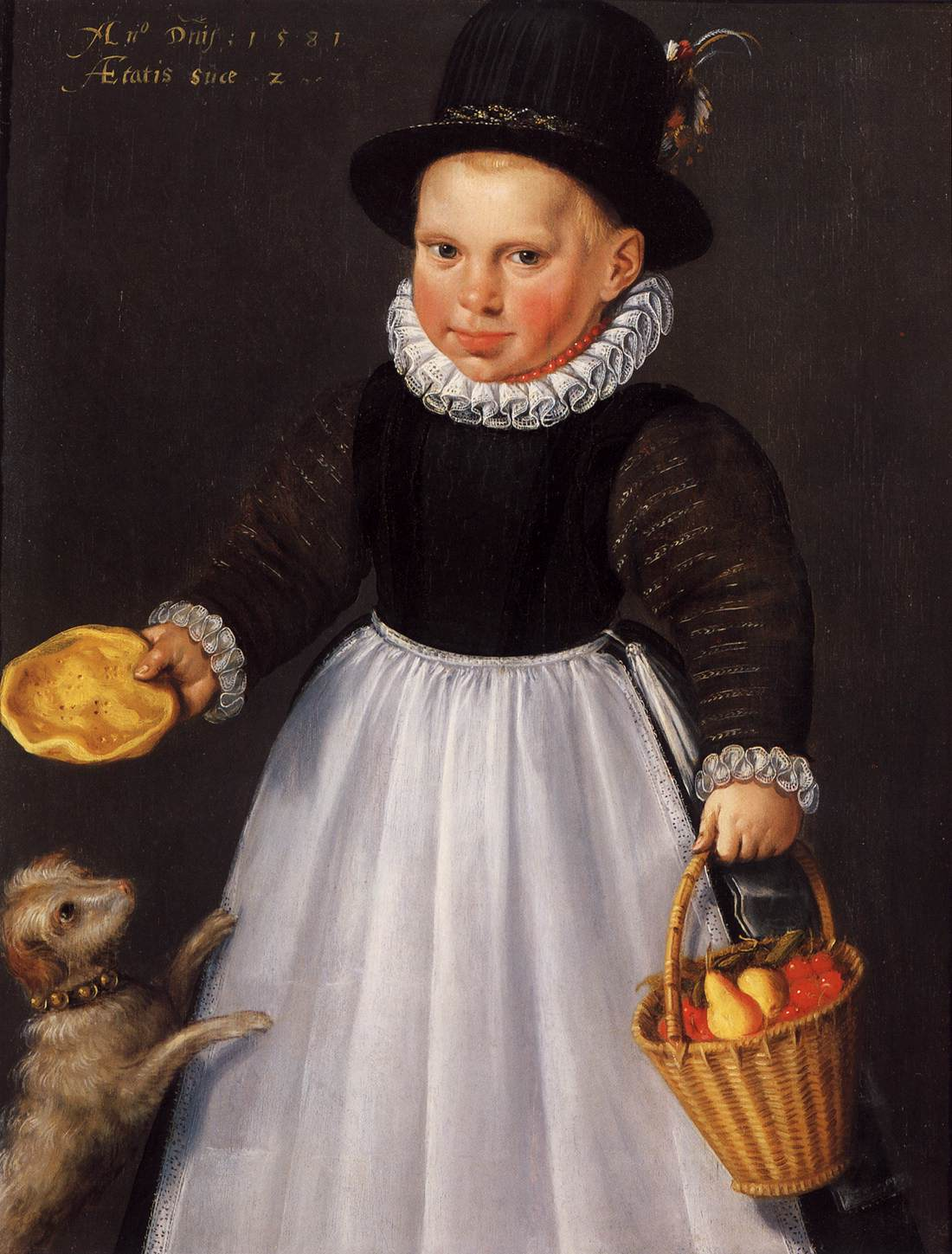
Jacob Willemsz Delff (1550–1601), Portrait d'un jeune garçon (Rijksmuseum, Amsterdam).

- Ouverture la galerie des Offices à Florence, le premier musée ouvert au public[1].

## Naissances
- 20 juillet : Isidoro Bianchi, peintre baroque italien († 5 décembre 1662),
- 15 octobre : Juan Bautista Maíno, peintre baroque espagnol († 1er avril 1649),
- 21 octobre : Domenico Zampieri dit le Dominiquin, peintre italien († 16 avril 1641),
- ? :
  - Christoffel van Sichem le Jeune, graveur néerlandais († 1658),
  - Artus Wolffort, peintre baroque flamand († 1641).

## Décès
- 19 septembre : Frans Pourbus l'Ancien, peintre flamand (° 1545),
- ? : Martin van Cleve, peintre flamand de scènes religieuses et de scènes de genre  (° 1527).